# 虎造アワー
虎造アワー（とらぞうアワー）とは、日本の民放ラジオ開局期に、2代目広沢虎造が浪曲を演じて人気を博した、ラジオ東京（TBSラジオの前身）系列の番組枠の総称である。週1回の連続読みで好評を博した。

## 概要
戦前、NHKでの年数回の出演以来人気のあった虎造が、民間放送に初出演・レギュラー出演した番組である。
ラジオ東京開局翌日の1951年12月26日（水曜日）より、21:30 ｰ 22:00の30分枠で、虎造の『浪曲次郎長伝』の連続放送が始まったのが最初で、やがて放送曜日・時間は変遷した。
上記枠のスポンサーは日産化学の一社提供。第1回は虎造の十八番である「石松代参」の場（森の石松が讃岐の金比羅さんに次郎長の代参として向かう粗筋）であった。この枠は途中から開始が1時間早い20:30からとなったのち、1952年6月25日（水曜日）に終了。
上記の枠とあわせ、1951年12月27日以降、毎週木曜日12:30 ｰ 12:55にも、虎造による浪曲放送の枠が設けられ、上記枠の終了後も、1961年11月2日まで続いた。スポンサーは山口自転車の一社提供（最終回直前の1961年5月27日まで）。
1951年の世論科学協会調査による聴取率調査では、独走トップの34パーセントの高聴取率を記録した。